# Le Plessis-Grohan
Pour les articles homonymes, voir Le Plessis.
Le Plessis-Grohan est une commune française située dans le département de l'Eure, en région Normandie.

## Géographie

### Typologie
Au 1er janvier 2024, Le Plessis-Grohan est catégorisée commune rurale à habitat dispersé, selon la nouvelle grille communale de densité à 7 niveaux définie par l'Insee en 2022.
Elle est située hors unité urbaine. Par ailleurs la commune fait partie de l'aire d'attraction d'Évreux, dont elle est une commune de la couronne,. Cette aire, qui regroupe 108 communes, est catégorisée dans les aires de 50 000 à moins de 200 000 habitants,.

### Hydrographie
La commune est située dans le bassin Seine-Normandie. Elle n'est drainée par aucun cours d'eau,.

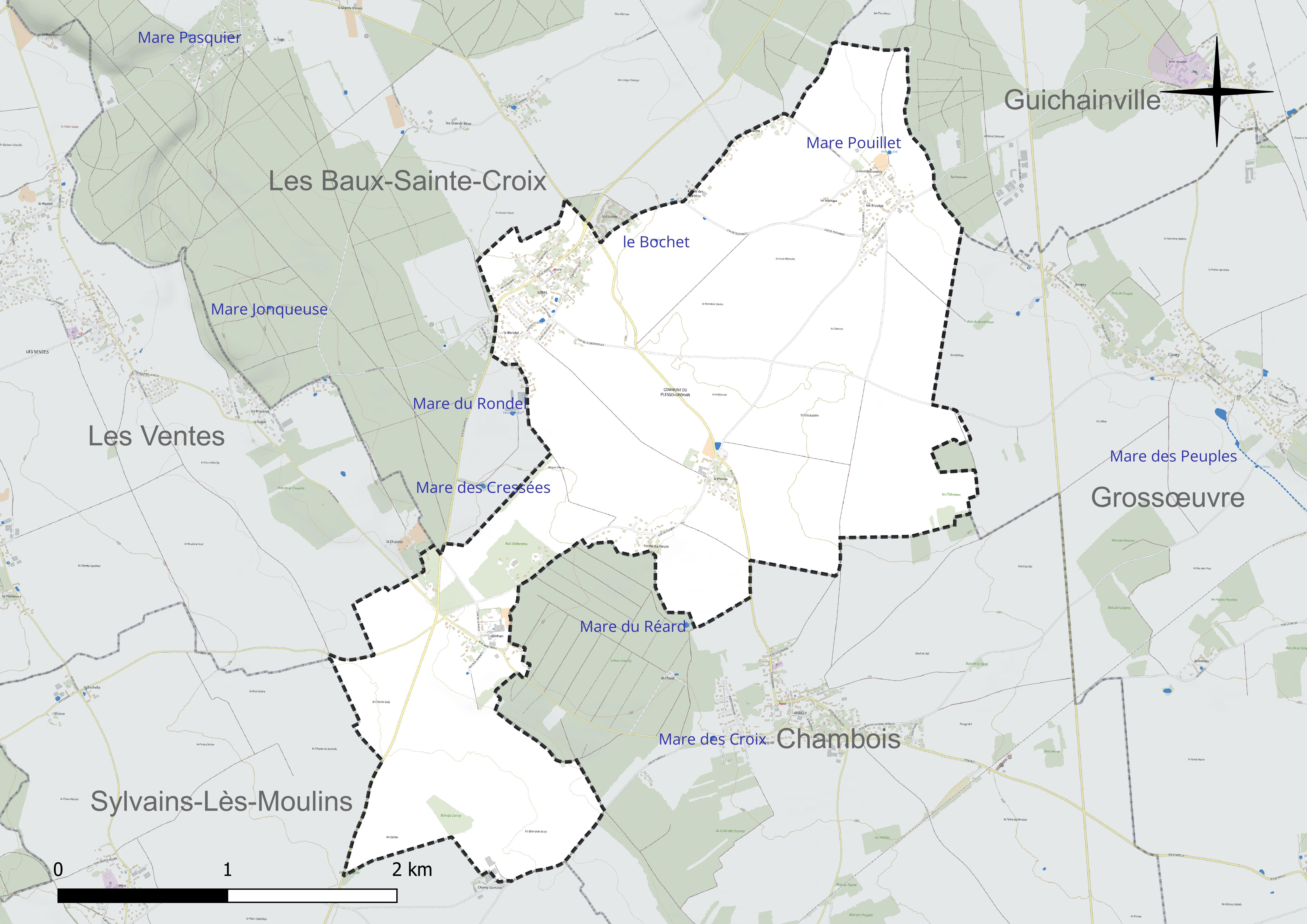
Réseau hydrographique du Plessis-Grohan.

Deux plans d'eau complètent le réseau hydrographique : la mare Pouillet (0 ha) et le Bochet (0 ha),.

## Toponymie
Le nom de la localité est attesté sous les formes Plesseia Gorhan vers 1190 (charte de Richard Cœur de Lion) et (bulle d'Honorius), Gruhan en 1211 (cartulaire de Saint-Taurin), Pleseit, vers 1216 (bulle d’Honorius III), B. Petrus de Plesseiz en 1268 (cartulaire de Saint-Taurin), Plessiacum Gorhen en 1285 (cartulaire du chapitre d’Évreux), Plessis Grohant en 1754 (Dictionnaire des postes).
L'ancien français plessis désigne généralement un enclos formé de branches entrelacées, pouvant servir de protection.
La commune est composée de cinq hameaux : Garel, Les Brûlins, les Ervolus, Le Plessis et Grohan, c'est de ces hameaux que Le Plessis-Grohan tire son nom.

Grohan : avec métathèse fréquente de gor en gro, gor (« boue »).

## Politique et administration
| Période                                  | Période  | Identité             | Étiquette | Qualité  |
| ---------------------------------------- | -------- | -------------------- | --------- | -------- |
| mars 2001                                | 2020     | Jean-Pierre Walaszek | DVD       | Retraité |
| 2020                                     | En cours | Guy Lesellier        |           |          |
| Les données manquantes sont à compléter. |          |                      |           |          |

## Démographie
L'évolution du nombre d'habitants est connue à travers les recensements de la population effectués dans la commune depuis 1793. Pour les communes de moins de 10 000 habitants, une enquête de recensement portant sur toute la population est réalisée tous les cinq ans, les populations de référence des années intermédiaires étant quant à elles estimées par interpolation ou extrapolation. Pour la commune, le premier recensement exhaustif entrant dans le cadre du nouveau dispositif a été réalisé en 2008.

En 2022, la commune comptait 928 habitants, en évolution de +8,03 % par rapport à 2016 (Eure : −0,25 %, France hors Mayotte : +2,11 %).
| 1793 | 1800 | 1806 | 1821 | 1831 | 1836 | 1841 | 1846 | 1851 |
| ---- | ---- | ---- | ---- | ---- | ---- | ---- | ---- | ---- |
| 459  | 450  | 445  | 439  | 479  | 456  | 459  | 450  | 437  |

| 1856 | 1861 | 1866 | 1872 | 1876 | 1881 | 1886 | 1891 | 1896 |
| ---- | ---- | ---- | ---- | ---- | ---- | ---- | ---- | ---- |
| 383  | 391  | 394  | 344  | 297  | 303  | 319  | 318  | 300  |

| 1901 | 1906 | 1911 | 1921 | 1926 | 1931 | 1936 | 1946 | 1954 |
| ---- | ---- | ---- | ---- | ---- | ---- | ---- | ---- | ---- |
| 248  | 258  | 234  | 275  | 238  | 235  | 249  | 273  | 355  |

| 1962 | 1968 | 1975 | 1982 | 1990 | 1999 | 2006 | 2008 | 2013 |
| ---- | ---- | ---- | ---- | ---- | ---- | ---- | ---- | ---- |
| 296  | 286  | 459  | 648  | 625  | 675  | 730  | 746  | 832  |

| 2018 | 2022 | - | - | - | - | - | - | - |
| ---- | ---- | - | - | - | - | - | - | - |
| 881  | 928  | - | - | - | - | - | - | - |

## Culture locale et patrimoine

### Lieux et monuments
- Église Saint-Pierre

### Patrimoine naturel
La forêt d'Évreux (dont une partie se trouve comprise sur le territoire de la commune), est en zone naturelle d'intérêt écologique, faunistique et floristique.

### Héraldique
| Blason | Blasonnement : D'azur aux quatre chaînes d'or en sautoir mouvant des angles de l’écu et attachées à un anneau du même en cœur, accompagnées en chef d'une tête de lion arrachée d’or, en pointe d’une poire du même à dextre d’un aqueduc d'argent maçonné de sable ouvert et ajouré du champ et à senestre d'une église aussi d’argent ouverte aussi du champ. |